# 紫金寺 (江孜县)
紫金寺，位于西藏自治区日喀则地区江孜县紫金乡，是一座藏传佛教寺院。

## 简介
1904年，木龍年戰爭期间，英军攻克乃宁寺之后，英军的增援部队和原来驻江孜的部队会合，很快控制了年楚河以南地区。在进攻江孜城区之前，为切断江孜同日喀则之间的联系，英军集中部分兵力进攻江孜西北方的紫金寺。1904年6月28日早晨，英军部分骑兵及大量步兵，从加仲方向迂回至紫金寺以北的噶西拉木地区，另一部英军也同时赶到邦玉宠堆和卡热地方。英军攻占了紫金寺的后山头。噶西拉木的英军突然出现在紫金寺前发动攻击，同时后山的英军也向下冲向紫金寺。英军通过密集的炮火摧毁了紫金寺。
在紫金寺保卫战中， 英军的炮火摧毁了紫金寺的9个扎仓以及有40根柱子的大殿，还有9座楼房及60所僧舍。紫金寺内收藏的文物被英军洗劫，其中包括高至4米、小至14厘米的铜制镀金佛像1000余尊，大量唐卡，大量锻绣佛像，用金粉书写的《甘珠尔》，蒙古、中国内地及尼泊尔生产的各类佛事乐器，金质、银质、铜质的神灯及圣水碗等器皿，银制曼扎、铜制唢呐，各类神龛及祭品等等。英军甚至抢走了紫金寺大殿内僧众坐的长垫子。英军抢劫完毕后，纵火烧毁紫金寺，导致该寺幸存的扎巴（寺庙中无地位的普通僧人）四处流浪乞讨。英军驻扎紫金、江热等地期间，还放战马于农民的农田内，造成该年千万克青稞绝收，英军还肆意强奸妇女，抢夺藏族民众的财物及牛羊。
2013年，江孜县人民政府对江孜县纳如乡炯堆寺、热索乡洛日寺、日星乡日星寺、金嘎乡查珠寺、金嘎乡拉瓦普巴寺、重孜乡重孜寺、重孜乡天觉林寺、达孜乡年措寺、卡堆乡恩杂寺、卡堆乡布堆寺、紫金乡紫金寺、龙马乡加热寺、龙马乡恩达寺的公路工程进行了招标。